# ニッセイ同和損害保険

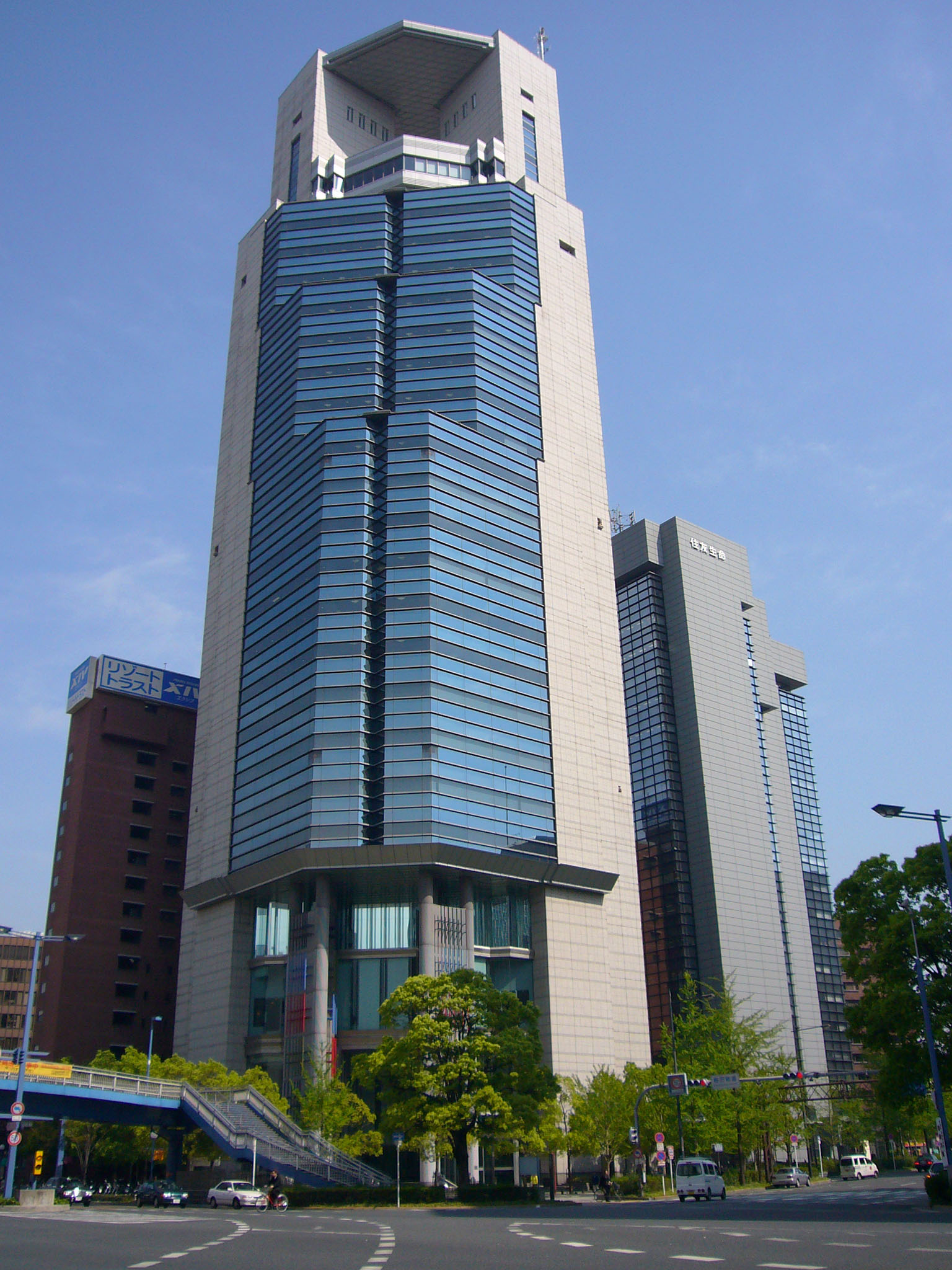
梅田新道交差点東南角に位置するフェニックスタワー

ニッセイ同和損害保険株式会社（ニッセイどうわそんがいほけん）は、かつて存在した大阪に本社を置く損害保険会社であり、ニッセイグループの会社であった。

## 沿革
- 1897年11月 富田鐵之助により、横浜海上火災保険として創業
- 1907年 岡崎財閥創設者・岡崎藤吉により、神戸海上運送火災保険が設立される
- 1944年 戦時経済・金融統制のもとに、企業統合・再編が進められ、横浜火災海上保険、共同火災海上保険、神戸海上火災保険、朝日海上火災保険（楽天損害保険の前身である朝日火災海上保険とは無関係）が新設合併して同和火災海上保険が設立される。社長は岡崎真一。合併時は、東京海上火災保険についで業界2位の地位を占めていた。
- 戦後、自動車保険事業への先見性がなく、モータリゼーション到来以降、業界12位へ転落
- 1996年 生命保険事業に乗り入れ、子会社として同和生命保険を設立
- 1996年 日本生命が損害保険事業に乗り入れ、子会社としてニッセイ損害保険を設立
- 2001年4月 同和火災海上保険とニッセイ損害保険が合併してニッセイ同和損害保険となり、ニッセイアセットマネジメント株式会社、ニッセイ情報テクノロジー株式会社と共にニッセイグループの中核会社となる（1996年に設立した同和生命保険は会社を清算し、保有契約は日本生命へ包括移転）。日本生命は筆頭株主となっているが（合併前の同和火災海上保険は日本生命が筆頭株主）、持株比率は50%未満であり、同社の子会社ではない。これに対して、他の2社は日本生命の子会社（持株比率が50%超）である。
- 2010年4月1日 - 株式交換により、あいおい損害保険と共に三井住友海上グループホールディングスの完全子会社となり、三井住友海上グループホールディングスは同日付でMS&ADインシュアランスグループホールディングスに商号変更[1]。
- 2010年10月1日 - あいおい損害保険と合併し、あいおいニッセイ同和損害保険に商号変更。合併後も日本生命保険との業務提携関係は継続される。あわせて、別々に展開していた保険ブランド名称を「TOUGH（タフ）」及び「TOUGH Biz（タフビズ）」に統一。

## ネットワーク
- 大阪本社 大阪市北区西天満4-15-11フェニックスタワー
- 東京本社 東京都中央区明石町8-1聖路加タワー

## 関連企業
- NDIビルマネジメント
- ニッセイ同和損害保険調査
- NDIコンピューターサービス
- NDIビジネスサービス
- NDIキャリアサービス
- NDI保険サービス
- フェニックスリスク総合研究株式会社

## 商品
- ぴたっとシリーズ
  - ぴたっとくん（自動車保険）
  - ホームぴたっと（火災保険）
  - ビジネスぴたっと（企業向け賠償責任保険）

## 不祥事
2005年9月27日、損保16社による保険金の大量不払いが発覚した問題で、同社もこの16社のうちに含まれていた。この時判明していた不払いは10,290件、金額は3億5,156万円であった。
その後の2005年11月25日には新たに不払いが確認された10社を合わせた計26社のうちの1社として、金融庁から業務改善命令の行政処分を受けた。その後の12月13日に発表された資料によると、不払い件数は全体で13,118件に増加した。
2006年8月11日、損保業界で新たな不払いの発覚が相次ぎ、金融庁から再調査を指示され、同社からは同年9月29日に調査結果が発表された。これによると、前回の調査時から1,510件増加し、全体で14,628件となった。同年10月31日には第三分野保険での不払いが発表され、142件、3,700万円分が正当に支払われていなかった。これにより、2007年3月14日に、金融庁から業務改善命令を受けた。